# 3 Efes
3 Efes é um filme brasileiro de 2007, do gênero comédia dramática, escrito e dirigido pelo cineasta Carlos Gerbase. Foi lançado em dezembro de 2007 simultaneamente nos cinemas, televisão, DVD e internet, fato raro no mundo.
O filme foi realizado ao longo de vinte dias, em Porto Alegre, entre dezembro de 2006 e janeiro de 2007 e Carlos Gerbase trabalhou com uma equipe formada por universitários do curso de cinema.
A direção artística coube a Paula Piussi e a fotografia a João Divino.

## Sinopse
O filme aborda o cotidiano de um grupo de personagens que circula em torno de Sissi, jovem estudante que sustenta o pai e o irmão e acaba por entrar na prostituição.

## Elenco
- Cris Kessler .... Sissi
- Nilsson Asp ... seu Lopes
- Carla Cassapo .... Martina
- Juliano de Campos .... Vandeir
- Felipe De Paula .... Betinho
- Leonardo Machado .... Rogério
- Ana Maria Mainieri .... Giane
- Nadya Mendes .... Marlúcia
- Artur Pinto .... Adão
- Aníbal Damasceno Ferreira .... professor Valadares
- Marcos Kligman ....seu Zé
- Fábio Rangel .... Heitor
- Marcos Rangel .... Estevão
- Frederico Restori .... Diego
- Paulo Rodrigues .... William
- Rafael Tombini .... Marco Aurélio
- Alexandre Vargas .... Borges
- Sissi Venturin .... colega de Sissi
- Nelson Diniz .... narrador
- Jeremias Lopes .... cobrador de ônibus
- Sérgio Lulkin .... professor
- Sandra Possani .... vendedora de lanches
- Júlio Andrade .... policial 1
- Fábio Cunha .... policial 2
- Érico Ramos .... policial 3

## Divulgação
Antes do lançamento do filme, atrizes, devidamente caracterizadas de prostitutas, abordaram automóveis nas ruas de Porto Alegre com a pergunta: Quer um bom programa pra sexta-feira?.